# سیارک ۲۱۶۳۸
سیارک ۲۱۶۳۸ (به انگلیسی: 21638 Nicjachowski، نامگذاری:1999NA39) بیست و یک هزار و ششصد و سی و هشتمین سیارک کشف شده‌است که در ۱۴ ژوئیه ۱۹۹۹ کشف شد.
قدر مطلق سیارک برابر ۱۰.۲ است.